# Tomopterna cryptotis
Tomopterna cryptotis és una espècie de granota que viu a Angola, Botswana, Camerun, Djibouti, Eritrea, Etiòpia, Kenya, Lesotho, Malawi, Mali, Mauritània, Moçambic, Namíbia, Níger, Nigèria, Senegal, Somàlia, Sud-àfrica, el Sudan, Eswatini, Tanzània, Uganda, Zàmbia, Zimbàbue i, possiblement també, a Benín, Burkina Faso, República Centreafricana, Txad i Guinea.